# 인도의 텔레비전 드라마
인도의 텔레비전 드라마(힌디어: भारतीय टेलीविजन सोप ओपेरा, 영어: Indian television soap opera)는 인도에서 제작 된 텔레비전 드라마이다.
인도의 연재물이 만들어지는 가장 일반적인 언어는 힌디어, 마라티어, 구자라트어, 벵골어, 타밀어, 칸나다어, 오리야어, 텔루구어, 말라얄람어 및 아삼어이며, 대부분 언어와 영어가 혼합되어 있다.
인도의 텔레비전 드라마는 남아시아, 동남아시아, 중앙아시아, 중동, 북아프리카 및 프랑스어 권 아프리카 국가에서도 방송된다.

## 같이 보기
- 인도
- 텔레비전 드라마
- 인도의 텔레비전 드라마 목록